# Municipio de Otzoloapan
El municipio de Otzoloapan es uno de los 125 municipios del Estado de México, se trata de una comunidad mayormente urbana que tiene una superficie de 157,444 km². Limita al norte con Santo Tomás, al sur con Luvianos, al sureste con Zacazonapan, al este con Valle de Bravo y al oeste con Susupuato, Michoacán. Es uno de los 9 municipios que conforman la región de Tierra Caliente del estado de México. Según el censo del 2010 tiene una población total de 4864  habitantes.